# Roar Ljøkelsøy
Roar Ljøkelsøy (Orkdal, 31 maggio 1976) è un ex saltatore con gli sci norvegese.
È stato campione del mondo di volo con gli sci nel 2004 e nel 2006.

## Biografia
In Coppa del Mondo ha esordito l'11 marzo 1993, nella gara preolimpica di Lillehammer, in Norvegia (34°), ha ottenuto il primo podio il 27 marzo successivo nella gara a squadre di Planica (2°) e la prima vittoria il 25 novembre 2000 nella gara a squadre di Kuusamo. In gare individuali il suo primo podio è stato quello del 1995 a Planica e la prima vittoria quella di Sapporo, in Giappone, nel 2003. Nella stagione 2003-2004 e in quella seguente è giunto secondo in classifica generale della Coppa del Mondo, dietro al finlandese Janne Ahonen.
I risultati più prestigiosi del palmarès di Ljøkelsøy sono legati al volo con gli sci: ai Mondiali di volo ha vinto quattro medaglie d'oro, conquistando il titolo individuale e quello a squadre per due edizioni consecutive, nel 2004 e nel 2006.
Ai Mondiali di Obertsdorf 2005 ha vinto l'argento dal trampolino HS137 nella gara individuale e il bronzo in quella a squadre; a Sapporo 2007 ha ottenuto altre due medaglie.
Alle XX Giochi olimpici invernali di Torino 2006 ha vinto la medaglia di bronzo nella gara sul trampolino normale K95, dietro al connazionale Lars Bystøl (oro) e al finlandese Matti Hautamäki (argento). Un altro bronzo è arrivato nella gara a squadre, dove il quartetto norvegese è arrivato terzo dietro ad Austria (oro) e Finlandia (argento); nel salto di finale Ljøkelsøy ha stabilito con 141 metri il nuovo record del trampolino lungo di Pragelato. Nella gara dal trampolino lungo si è classificato quarto. In precedenza aveva partecipato anche ai Giochi olimpici invernali di Lillehammer 1994 (4° nella gara a squadre), Nagano 1998 (40° nel trampolino normale, 9° nel trampolino lungo, 4° nella gara a squadre) e Salt Lake City 2002 (18° nel trampolino normale, 32° nel trampolino lungo, 9° nella gara a squadre).
Si è ritirato al termine della stagione 2009-2010.

## Palmarès

### Olimpiadi
- 2 medaglie:
  - 2 bronzi (trampolino normale, gara a squadre a Torino 2006)

### Mondiali
- 4 medaglie:
  - 2 argenti (trampolino lungo a Obertsdorf 2005; gara a squadre a Sapporo 2007)
  - 2 bronzi (gara a squadre dal trampolino lungo a Obertsdorf 2005; trampolino lungo a Sapporo 2007)

### Mondiali di volo
- 4 medaglie:
  - 4 ori (individuale, gara a squadre a Planica 2004; individuale, gara a squadre nel Tauplitz 2006)

### Coppa del Mondo
- Miglior piazzamento in classifica generale: 2º nel 2004 e nel 2005
- 48 podi (32 individuali, 16 a squadre):
  - 17 vittorie (11 individuali, 6 a squadre)
  - 22 secondi posti (15 individuali, 7 a squadre)
  - 9 terzi posti (6 individuali, 3 a squadre)

#### Coppa del Mondo - vittorie
| Data             | Località    | Nazione   | Trampolino                                                                         |
| ---------------- | ----------- | --------- | ---------------------------------------------------------------------------------- |
| 25 novembre 2000 | Kuopio      | Finlandia | Puijo K120 (con Olav Magne Dønnem, Lasse Ottesen e Tommy Ingebrigtsen)             |
| 25 gennaio 2003  | Sapporo     | Giappone  | Ōkurayama K120                                                                     |
| 6 dicembre 2003  | Trondheim   | Norvegia  | Granåsen K120                                                                      |
| 20 dicembre 2003 | Engelberg   | Svizzera  | Gross-Titlis-Schanze K125                                                          |
| 24 gennaio 2004  | Sapporo     | Giappone  | Ōkurayama K120                                                                     |
| 25 gennaio 2004  | Sapporo     | Giappone  | Ōkurayama K120                                                                     |
| 7 febbraio 2004  | Oberstdorf  | Germania  | Heini Klopfer K185                                                                 |
| 15 febbraio 2004 | Willingen   | Germania  | Mühlenkopf HS130 (con Bjørn Einar Romøren, Tommy Ingebrigtsen e Sigurd Pettersen)  |
| 6 marzo 2004     | Lahti       | Finlandia | Salpausselkä K116 (con Bjørn Einar Romøren, Sigurd Pettersen e Tommy Ingebrigtsen) |
| 12 marzo 2004    | Lillehammer | Norvegia  | Lysgårdsbakken K120                                                                |
| 14 marzo 2004    | Oslo        | Norvegia  | Holmenkollen K115                                                                  |
| 29 gennaio 2005  | Zakopane    | Polonia   | Wielka Krokiew HS134                                                               |
| 6 febbraio 2005  | Sapporo     | Giappone  | Ōkurayama HS134                                                                    |
| 5 marzo 2005     | Lahti       | Finlandia | Salpausselkä HS130 (con Bjørn Einar Romøren, Henning Stensrud e Daniel Forfang)    |
| 22 gennaio 2006  | Sapporo     | Giappone  | Ōkurayama HS134                                                                    |
| 30 novembre 2007 | Kuusamo     | Finlandia | Rukatunturi HS142 (con Bjørn Einar Romøren, Tom Hilde e Anders Bardal)             |
| 6 marzo 2010     | Lahti       | Finlandia | Salpausselkä HS130 (con Anders Bardal, Tom Hilde e Anders Jacobsen)                |

#### Torneo dei quattro trampolini
- 3 podi di tappa[3]:
  - 2 secondi posti
  - 1 terzo posto

#### Nordic Tournament
- Vincitore del Nordic Tournament nel 2004
- 7 podi di tappa[3]:
  - 2 vittorie
  - 5 secondi posti